# Повсюдний комп'ютинг
Повсю́дний комп'ю́тинг (англ. ubiquitous computing) — поняття, що описує комп'ютери, вбудовані в повсякденні речі, їх плавну інтеграцію в довкілля, де все компоненти об'єднані й здатні обмінюватися інфомацією. Бере свій початок в 1988 році.
Комп'ютери зникають із виду, але не зникають із побуту. Людина не концентрується на спілкуванні з комп'ютером, а скоріше на виконанні самого завдання.
Не плутати з віртуальною реальністю, де увесь світ відображається в комп'ютері. У повсюдному комп'ютингу приносяться комп'ютери в світ навколо людини. Цей світ складається з безлічі цифрових міні-помічників. Таким чином, під повсюдним комп'ютингом розуміють комп'ютери у світі людини, замість світу у комп'ютері.